# Rakołupy Małe
Rakołupy Małe – kolonia w Polsce położona w województwie lubelskim, w powiecie chełmskim, w gminie Leśniowice.
W latach 1975–1998 miejscowość administracyjnie należała do województwa chełmskiego.
Według Narodowego Spisu Powszechnego z roku 2011 wieś liczyła 33 mieszkańców i była najmniejszą co do liczby ludności miejscowością gminy.
Wierni Kościoła rzymskokatolickiego należą do parafii św. Jana Chrzciciela w Rakołupach.